# 1901 en littérature
| Années de la littérature : 1898 - 1899 - 1900 - 1901 - 1902 - 1903 - 1904    |
| Décennies de la littérature : 1870 - 1880 - 1890 - 1900 - 1910 - 1920 - 1930 |

Cet article présente les faits marquants de l'année 1901 en littérature.

## Parutions

### Essais
- Léon Blum (1872-1950), Nouvelles conversations de Goethe avec Eckermann.
- Afonso Celso (brésilien) : Porque me ufano de meu país. Contre les théories racistes.
- Léon Chestov (1866-1936, russe) : Dostoïevski et Nietzsche : Philosophie de la Tragédie.
- Benedetto Croce (1866-1952, italien) : Esthétique.
- Arsène Dumont La morale basée sur la démographie, 1 vol. in-8°, 200 p., Schleicher. Paris
- Frantz Funck-Brentano (1862-1947), La Mort de la Reine. Les suites de l'affaire du collier, éd. Hachette.
- Karl Kautsky (1854-1938, allemand) : La crise socialiste en France.
- José Veríssimo : Estudos da Literatura Brasileira (1901-1907).

### Livres pour la jeunesse
- Beatrix Potter (anglaise) : The Tale of Peter Rabbit.

### Romans

#### Auteurs francophones
- René Bazin : Les Oberlé
- René Boylesve : La Becquée
- Alfred Jarry : Messaline
- Pierre Louÿs : Les Aventures du roi Pausole
- Octave Mirbeau : Les 21 jours d'un neurasthénique
- Jules Verne : Les Histoires de Jean-Marie Cabidoulin. Parution en feuilleton dans Le Magasin d'Éducation et de Récréation
- Parution du Village aérien de Jules Verne en volume. (21 novembre). Le roman avait été auparavant édité en feuilleton dans Le Magasin sous le titre La Grande forêt.
- Émile Zola :  Travail (mai)
- Liane de Pougy : L'Idylle Saphique

#### Auteurs traduits
- August Strindberg (suédois) : La Danse de la mort.
- Thomas Mann (allemand) : Les Buddenbrook.
- Rudyard Kipling (anglais) : Kim.

#### Auteurs américains
- Frank Norris : premier épisode de la trilogie sur le blé, The Octopus: A California Story dont les deux premières parties seulement verront le jour.

### Théâtres

#### Œuvres
- Paul Claudel : L'Echange

#### Représentations Théâtrales
- 26 janvier : Représentation en Russie des Trois sœurs de Tchekhov.
- 9 mai : Le Roi Candaule, pièce d’André Gide.
- 26 novembre : Les Balances, pièce de Courteline.
- 19 décembre : Peer Gynt, pièce d’Henrik Ibsen mise en scène à Paris par Lugné-Poe.

- Création à Rome de Francesca da Riminini, pièce de Gabriele D'Annunzio, avec Eleonora Duse.

## Récompenses et prix littéraires
- Edmond Rostand est élu à l'Académie française.
- 10 décembre : Sully Prudhomme reçoit le premier prix Nobel de littérature.

## Naissances
- 17 janvier : Hryhorii Epik, écrivain soviétique ukrainien († 3 novembre 1937).
- 10 avril : Consuelo Suncin Sandoval de Gómez († 28 mai 1979).
- 27 avril : Frank Belknap Long, écrivain américain de fantastique, d'horreur et de science-fiction, poète et scénariste de comics († 3 janvier 1994).
- 21 juin : Luis Cardoza y Aragón, poète, essayiste, critique d'art, éditeur et diplomate guatémaltèque († 4 septembre 1992).
- 29 juin : Elena Ilina, écrivain soviétique († 2 novembre 1964).
- 25 juillet : Claude Jaunière, écrivain français († 27 juin 1989).
- 25 août : Kjeld Abell, écrivain danois († 5 mars 1961).
- 3 novembre : André Malraux, écrivain français († 23 novembre 1976).

## Principaux décès
- Chōmin Nakae, écrivain japonais, 54 ans